# Maria van de Gijssen
Maria van de Gijsse (vermutlich geboren 10. Dezember 1720 in Rotterdam; gestorben nach 23. Januar 1743) war eine niederländische Näherin und als Mann verkleidete Soldatin.

## Leben
Maria van de Gijsse wurde vermutlich am 10. Dezember 1720 in Rotterdam geboren und war die Tochter von Albert Pieters van der Gijse und Maria van den Bosch. Diese Angaben basieren auf ihren Aussagen gegenüber dem Gericht in Gelderland, nachdem sie im Januar 1743 verhaftet worden war. Sie gab an, achtzehn Jahre alt und in Rotterdam geboren zu sein. In den Taufregistern von Rotterdam gibt es nur eine Person, die als Taufkandidatin infrage kommt: Maria van der Gijse, geboren am 10. Dezember 1720. Handelt es sich tatsächlich um dieselbe Person, so wäre sie einige Jahre älter gewesen und zum Zeitpunkt ihrer Verhaftung gerade 22 Jahre alt geworden. Ihren weiteren Aussagen zufolge wuchs sie im Armen- oder Waisenhaus in Rotterdam auf. Zudem sei sie lange krank gewesen und im Krankenhaus,  da seien ihr die Haare ausgefallen und diese danach auch nie wieder richtig nachgewachsen. Im Krankenhaus habe sie den Beruf der Näherin erlernt, jedoch konnte sie 1741 in Rotterdam als Näherin ihren Lebensunterhalt nicht verdienen. In Amsterdam habe sie einige Zeit in einer Diamantenmühle gearbeitet, danach landete sie als Bettlerin in der Veluwe. Dort bekam sie von einigen Bauern Männerkleidung geschenkt und den Rat, Soldatin zu werden. Sie habe ihre alten Kleider verkauft und sich so in einen Mann namens Claes verwandelt.
Sie bekam die Hilfe einiger Soldaten und wurde als „Claes“ rekrutiert und verpflichtete sich für acht Jahre beim Regiment von Generalmajor Van Glinstra für ein Gehalt von vier Rijksdaaldern. Kurze Zeit später drohte ihre „Entdeckung“ und um das zu vermeiden, floh sie „in voller Montur“, wurde jedoch bald darauf in Brummen als Deserteurin festgenommen. Da war sie erst seit vierzehn Tagen Soldatin. Der Gerichtsvollzieher von Brummen wusste nicht, wie er das bewerten sollte. Sollte sie wegen Desertion oder weil sie sich als Mann ausgegeben hatte, vor Gericht zu stellen sein? Beim ersten handelte es sich um ein Militärdelikt und musste vor das Kriegsgericht, beim zweiten vor das Zivilgericht. Nachdem er Rat eingeholt hatte, übergab er Maria an den Gelderländischen Gerichtshof in Arnheim. Dort versicherte sie ihren Vernehmern, sie habe die Absicht gehabt, „treu zu dienen“. Das Gericht verurteilte sie wegen Betrugs, da sie sich als Mann ausgegeben habe und Diebstahls (der „Montur“) zur Verbannung aus der Provinz Gelderland. Es ist nicht bekannt, was danach mit Maria van de Gijssen geschah.